# Lavrencij Vošnjak
Lavrencij Vošnjak tudi Lavrentius Vošnjak, slovenski duhovnik, * 1. avgust 1830, Konovo pri Velenju, † 1. julij 1896, Šoštanj.

## Življenje
Lavrencij Vošnjak se je rodil 8. januarja 1830 v Konovem pri Velenju očetu Lukasu Woschnaggu kot drugi otrok (starejša sestra Agnes se je rodil 1825, mlajša sestra Ida 1835). Po končanem izobraževanju je postal duhovnik in med leti 1868 in 1872 služboval v Šoštanju, kjer je tudi spisal delo Kronika Župnije svetega Mihaela v Šoštanju, ki je kasneje postala osnova za zgodovinsko monografijo Zgodovina Šoštanja Franca Hribernika. Lavrencij Vošnjak je umrl leta 1896. 